# AI-5

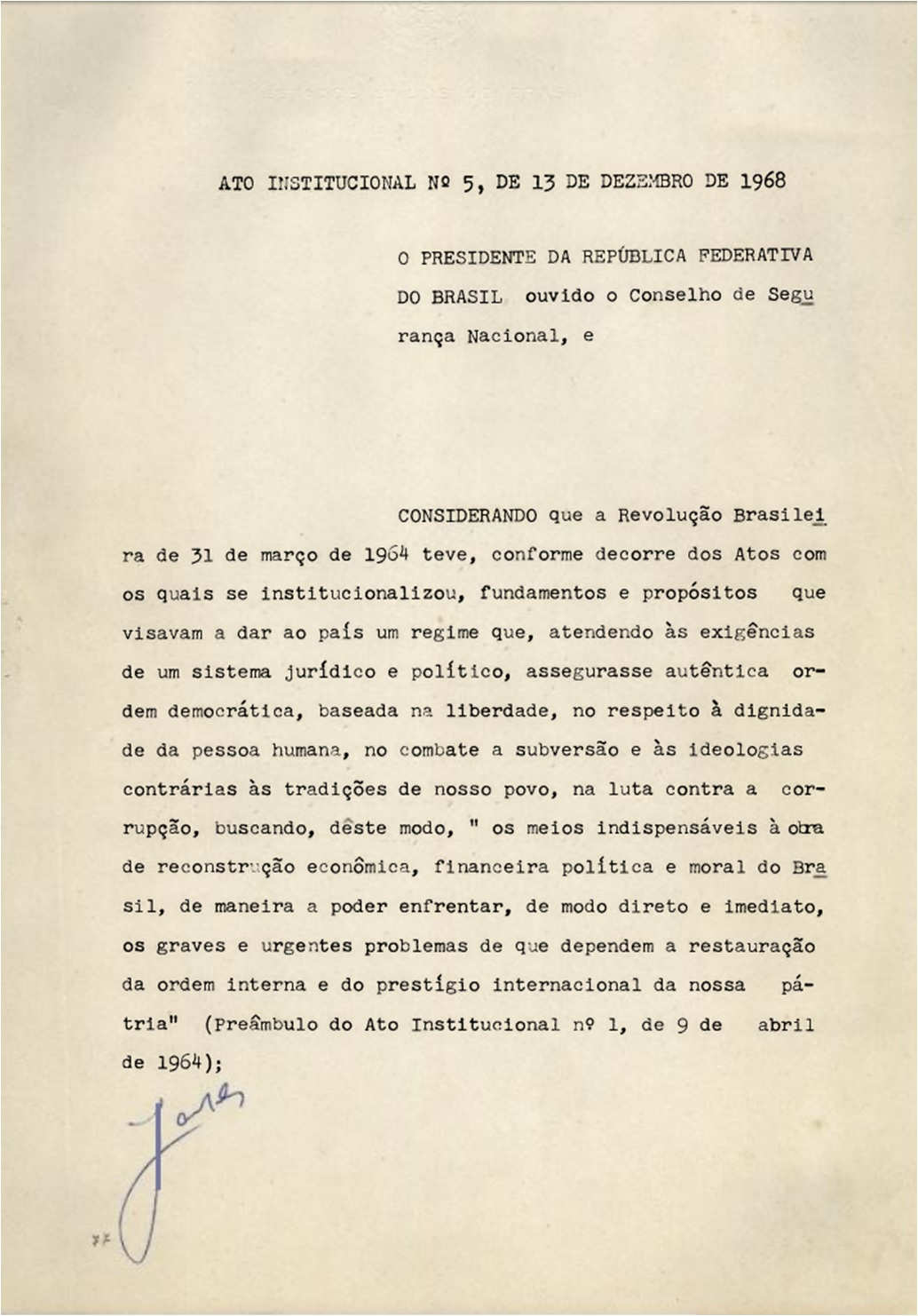
Prima pagina AI-5

L'Ato Institucional Nº 5 o, più comunemente, AI-5 è stato il quinto di una serie di decreti emessi dal regime militare brasiliano negli anni successivi al golpe militare del 1964.

## Storia
L'AI-5, sovrapponendosi sia alla Costituzione del 24 gennaio 1967 sia alle Costituzioni dei vari Stati federati, dava poteri straordinari al Presidente della Repubblica e sospendeva molte garanzie costituzionali.
Redatto il 13 dicembre 1968 dal ministro Luís Antônio da Gama e Silva, è entrato in vigore durante il governo del presidente Costa e Silva ed è stato pensato come rappresaglia verso la decisione della Camera dei deputati che negò l'autorizzazione a procedere nei confronti del deputato Márcio Moreira Alves per un discorso contro l'Esercito e contro le difese di quest'ultimo nei confronti di tutte le torture eseguite a quel tempo  ("Quando não será o Exército um valhacouto de torturadores?") e nel quale si chiedeva al popolo brasiliano che boicottasse la festa del 7 settembre, che celebrava l'Indipendenza del Brasile.
Il Decreto sanciva anche la cosiddetta linea dura del regime militare. L'AI-5 fu, quindi, lo strumento che diede al regime poteri assoluti chiudendo il Parlamento per circa un anno.
Secondo l'articolo 3, il Presidente della Repubblica poteva legiferare nei vari stati e comuni ".. senza le limitazioni previste dalla Costituzione..." (sem as limitações previstas na Constituição).
Secondo l'articolo 4, il Presidente della Repubblica, sentendo il parere del "Consiglio di Sicurezza Nazionale", e "senza le limitazioni previste dalla Costituzione", poteva sospendere i diritti civili politici di chiunque per 10 anni, che, secondo l'articolo 5, significava, fra le altre restrizioni:
- Sospensione del diritto di votare ed essere votato nelle elezioni sindacali.
- Proibizione delle attività o delle libertà di espressione su argomenti di natura politica.
- Applicazione, da parte del Ministero della Giustizia e senza l'approvazione del potere giudiziario dei seguenti provvedimenti:
  - libertà vigilata,
  - proibizione di frequentare certi luoghi,
  - domicilio coatto.

Inoltre "...altre restrizioni o proibizioni nell'esercizio dei pubblici diritti..." avrebbero potuto essere decise dal Governo (poderiam ser estabelecidas à discrição do Executivo).

### L'epiteto
Il cantante e umorista Ary Toledo ha coniato, durante la messa in vigore di questo Atto, questo epiteto: "Quem não tem cão, caça com gato e quem não tem gato, caça com Ato" (Chi non ha un cane, caccia con un gatto, e chi non ha un gatto, caccia -esilia- con un Atto). Fu immediatamente incarcerato, ma subito dopo liberato, grazie anche al carisma nazional-popolare di cui godeva.

### La ribellione dell'Arena
Un gruppo di senatori dell'ARENA (Aliança Renovadora Nacional) fu palesemente in contrasto con l'AI-5 e, capeggiato da Daniel Krieger, firmò un manifesto di totale disaccordo: Valdemar Alcântara, Ney Braga, Milton Campos, Aluísio Lopes de Carvalho Filho, José Cândido Ferraz, Vitorino Freire, Wilson Gonçalves, Júlio Leite, Leandro Maciel, Gilberto Marinho, Arnon Afonso de Farias Melo, Clodomir Millet, Rui Soares Palmeira, Carvalho Pinto, Antônio Carlos Konder Reis, Eurico Resende, José Guiomard dos Santos, Manuel Cordeiro Vilaça e Teotônio Vilela.

### La fine dell'AI-5
Il 13 ottobre 1978, il governo del presidente Ernesto Geisel ha promulgato l'emendamento costituzionale n° 11, il cui articolo 3 "Revocava tutti gli Atti Istituzionali (AI) e complementari che fossero contrari alla Costituzione", restaurando l'habeas corpus. L'emendamento entrò in vigore il 1º gennaio 1979.